# حسين الجزيري (صحفي)

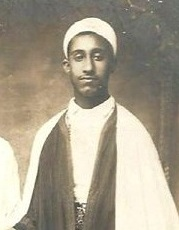
حسين الجزيري

حسين الجزيري (1894م - 1974م)، شاعر وصحفي تونسي ولد وتوفي في تونس العاصمة.

## حياته
تلقى تعليمه المبكر في الكتاب، فتعلم القرآن الكريم ومبادئ الكتابة. ثم انتظم في سلك طلبة جامع الزيتونة، ولكنه لم يتمكن من إتمام دراسته فيه، بسبب انضمامه إلى المطالبين بإصلاح التعليم الزيتوني. سعى إلى تثقيف نفسه بالإقبال على القراءة ومخالطة الأدباء.
مارس الكتابة في الصحف، منها: «اللواء»، و«المنار»، واختص بتحرير «المضحك» - كما كتب في جريدة «جحا» زمنًا طويلاً، وعمل مراسلاً لصحيفة «الفاروق» الجزائرية.
أصدر جريدته «النديم» عام 1921 فكان محررها الوحيد والقائم على كافة شؤونها، وقد استمر صدورها 22 عامًا، وفي أعقاب توقفها شغل عدة وظائف بوزارة العدل، ثم بالإذاعة من سنة 1957 التي استمر بها حتى رحيله. انتسب إلى "جمعية الشهامة العربية لفن التمثيل"، فاشتغل ملقنًا، ثم أمينًا للجمعية. كانت له علاقة متينة بزعماء الإصلاح في المشرق، بخاصة الشيخ رشيد رضا.
كان من المؤسسين الأوائل للحزب الحر الدستوري.

## قصائده
كتب حسين الجزيري العديد من القصائد و الأشعار لكن لعل أشهرها تلك التي قالها في شهر رمضان و فيها:
فرحت بمقدمه بطون الناس *** شهر تحــــن لذكره أضــراســــي
تلك الموائد ما جلست أمامها *** وضربت أخماسي إلى أسداســــي
إلا وصار القلب في شرك الهوى*** يرجو تعـطـف مــرقة البــسبـاس
ويلوذ بالأكباب وأشواقي إلى *** طاجـين جــبن طيب الأنفــــــاس
يا للبريك ويا للحم حشوه *** قد جودوه بقـــوة المــــهـــــراس
لي في محبته شهود أربع *** لـحم الدجاج، وسـلتة الأتيــاس
والجوز في تمر تحلى واستوى *** وكذلك تشهد بوزة في الكـــاس
كيف التصبر والبطاطا أشرقت *** والمــسفوف فــي الكســكــــاس ؟
إن القطائف لامثيل لنورها *** فتضيء وسط البطن كالنبراس
كيف السبيل لذي الصنوف وجمعها*** والجيب مخروم من الإفلاس ؟